# KinoPoisk
KinoPoisk (cirílico: КиноПоиск, literalmente en español buscador de películas) es una base de datos en línea de cine fundada en 2003 por Vitaly Tatsiy y Dmitri Sujánov. En 2009, la multinacional francesa AlloCiné, propietaria de otros portales y servicios relacionados con el cine alrededor del mundo, se hizo por el 40% de las acciones de KinoPoisk, dejando el 60% para los fundadores de la misma.

## Descripción
Con un funcionamiento similar a la americana IMDb, KinoPoisk se ha consolidado en los mercados de Rusia, Ucrania y Kazajistán, así como todos los países que anteriormente fueron repúblicas de la URSS, además de otros donde el ruso también es hablado, conociéndose en internet como Runet. Según los datos de Alexa, ocupa el lugar 22 en Rusia por tráfico de usuarios (primer trimestre de 2012).
El portal está especializado en la clasificación y revisión de todos los aspectos relacionados con películas y series, así como de los profesionales que intervinieron, tanto detrás de las cámaras como los actores y directores de las mismas. También muestra los carteles, bandas sonoras, carátulas y tráileres en ruso. El portal permanece interactivo con la comunidad, que puede votar y añadir reseñas sobre los contenidos publicados, además de estar integrada con la red social VKontakte, similar al Facebook, y ampliamente usada en Rusia.